# Sebastian Mock
Sebastian Mock (* 24. Oktober 1976 in Mühlhausen/Thüringen) ist ein deutscher Jurist und Universitätsprofessor für Zivil- und Unternehmensrecht am Institut für Zivil- und Zivilverfahrensrecht der Wirtschaftsuniversität Wien.

## Werdegang
Mock legte 1995 am Albert-Schweitzer-Gymnasium in Mühlhausen/Thüringen das Abitur ab. Nach seinem Wehrdienst beim Beobachtungsartilleriebataillon 131 begann er 1996 das Studium der Rechtswissenschaft an der Friedrich-Schiller-Universität Jena. Im Sommersemester 2000 studierte er an der Universität Montpellier I  im Rahmen des europäischen Erasmus-Programms. Danach folgte ein Wechsel an die Universität Hamburg, wo Mock 2002 seine Erste Juristische Staatsprüfung ablegte. Im gleichen Jahr begann er mit der Arbeit an seiner Doktorarbeit. 
Im Jahr 2003/2004 studierte Mock an der New York University School of Law und erwarb einen LLM. Zudem legte er erfolgreich das Bar Exam ab. Von 2005 bis 2007 absolvierte Mock das Referendariat beim Hanseatischen Oberlandesgericht. Im Januar 2007 wurde er mit der Arbeit „Finanzverfassung der Kapitalgesellschaften und internationale Rechnungslegung“ an der Universität Hamburg promoviert. 2013 wurde er an der Universität Hamburg mit der Arbeit „Die Heilung fehlerhafter Rechtsgeschäfte“ habilitiert.
Von 2002 bis 2005 war Mock wissenschaftlicher Mitarbeiter am Seminar für Handels-, Schifffahrts- und Wirtschaftsrecht an der Universität Hamburg bei Heribert Hirte. Von 2008 bis 2013 war er dort wissenschaftlicher Assistent und Habilitand. Nach Lehrstuhlvertretungen an der Rheinischen Friedrich-Wilhelms-Universität Bonn, der Universität Konstanz, der Westfälischen Wilhelms-Universität Münster und der Universität Hamburg erfolgte 2018 der Ruf an die Wirtschaftsuniversität Wien. Er gehört dem Institut für Zivil- und Zivilverfahrensrecht an.
Seine Forschungsschwerpunkte liegen im Bürgerlichen Recht sowie im europäischen und internationalen Unternehmensrecht.

## Herausgeberschaften
- mit Kristián Csach und Bohumil Havel: Handbook on Shareholders´ Agreements - Regulation, Practice and Comparative Analysis. 2018
- mit Marco Ventoruzzo: Market Abuse Regulation – Commentary and Annotated Guide. Oxford University Press, 2017
- mit Dirk Hachmeister, Holger Kahle, Mathias Schüppen: Kommentar zum Rechnungslegungsrecht. 2017
- mit Hans Haarmeyer: Kommentar zur InsVV. 2014
- seit Januar 2009: Zeitschrift für das gesamte Insolvenzrecht (ZInsO).
- Schriftleitung der Zeitschrift für Deutsches und Amerikanisches Recht - Newsletter Deutsch-Amerikanische Juristen-Vereinigung (ZDAR), Juni 2007 bis Ende 2014